# Liste de personnalités liées à Sens (Yonne)

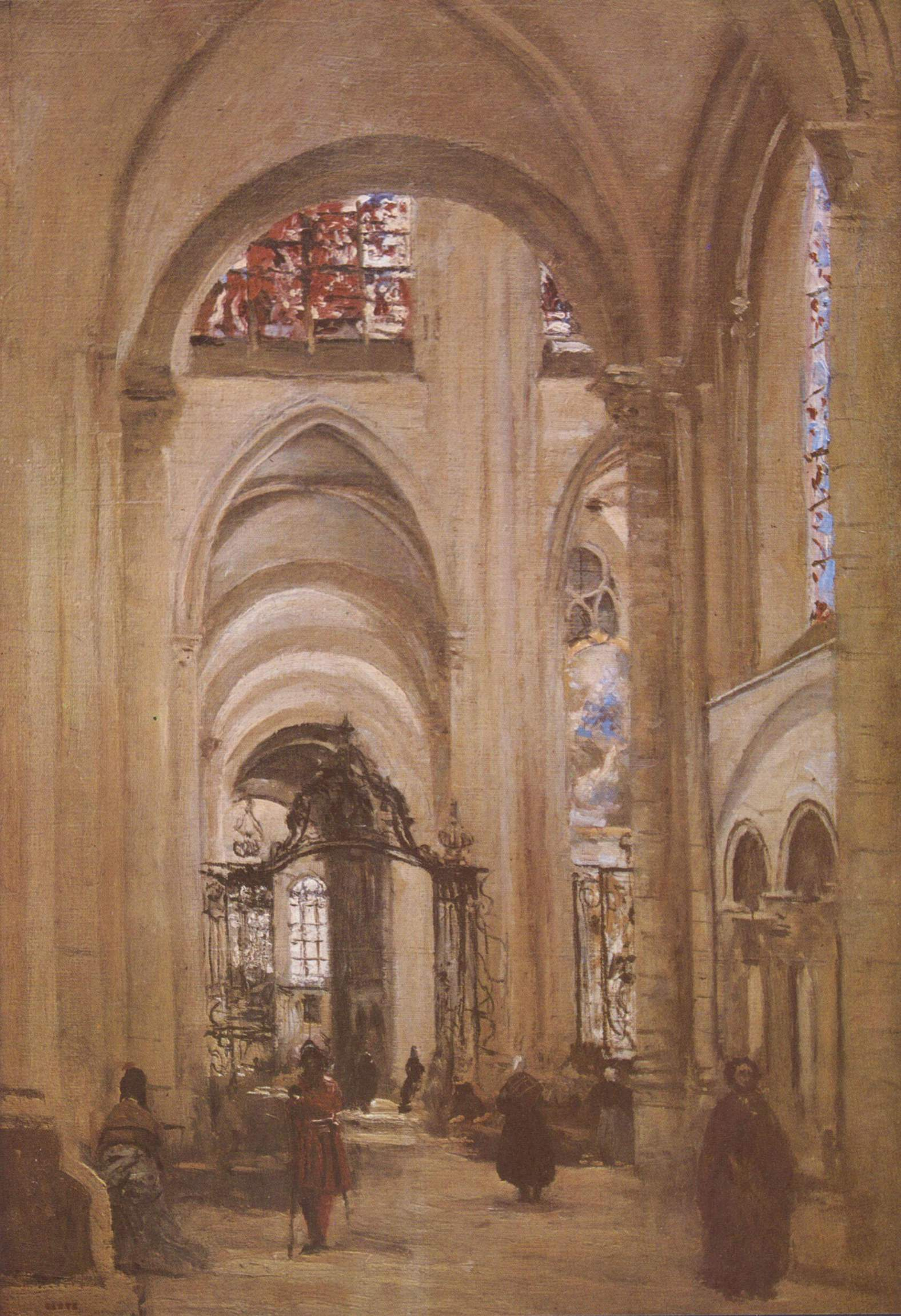
L'intérieur de la cathédrale en 1874 par Jean-Baptiste-Camille Corot

## Antiquité
- Acco : Chef gaulois qui a initié la révolte des Sénons contre les Romains au Ier siècle, en 53 av. J-C. Condamné à mort et exécuté par César.
- Brennus (ou Brennos). Chef des Gaulois Sénons. Célèbre pour la prise de Rome au IVe siècle av. J-C.
- Camulogène. Chef aulerque à la tête des Sénons et des Parisii lors de la Bataille de Lutèce contre les Romains en 52 av. J-C. Tué à la bataille
- Cavarinos, son frère. Roi des Sénons de 58/57 av. J-C, mis en place par César au début de la Guerre des Gaules, destitué et banni en 54 av. J-C
- Jules  César, proconsul en Gaule a établi un camp et 6 légions dans la région de Sens avec son lieutenant Labienus et a combattu les Sénons révoltés durant la Guerre des Gaules.
- Drappès. Dernier chef des Sénons à combattre Jules César après le siège d'Alésia à la tête des Cadurques avec Lucterios dans le Sud-ouest. Capturé et tué lors de la prise d'Uxellodunum en 51 av. J-C.
- Moritasgos. Roi des Sénons au Ier siècle, détrôné par César en 58/57 av. J-C et remplacé par son frère, Cavarinos.

## Moyen Âge

### Comtes de Sens
- Fromond Ier de Sens (Xe siècle. Fondateur de la dynastie des Fromonides et premier Comte de Sens
- Fromond II. Son fils, Comte de Sens de 999 à 1012.
- Renard Ier le Vieux ou Petit Vieux (mort vers 999). Son fils, 2e Comte de Sens durant toute la seconde moitié du Xe siècle. Il bâtit une tour carrée dans la ville (au Carrouge), un des premiers exemples connus en France ; un château à Joigny et un autre à Château-Renard (Loiret). De ce fait, il acquiert une certaine indépendance.
- Renard II le Mauvais (mort en 1055). Fils du comte Fromond II et de la fille de Renaud de Roucy, comte du palais des derniers rois carolingiens. Dernier comte de Sens à partir de 1012. Il mène la vie rude à l'archevêque, lui présentant son postérieur pour le baiser de paix. Le prélat réclame au Roi de France Robert II le Pieux et au pape son éviction. En 1015, la ville est envahie par l'armée royale. Le comte s'enfuit nu se réfugier auprès du comte de Blois qu'il intéresse à sa cause en lui inféodant Montereau. Rentré dans sa ville, il en est chassé à nouveau en 1032 en tentant de soutenir le candidat royal Gilduin à l'archevêché. Il y revient en 1034 à la mort du comte de Blois Eudes II. À son décès, le comté est partagé entre le Roi et l'archevêque.

### Divers
- Abélard (XIIe siècle. Moine et écrivain. Condamné au Concile de Sens.
- Thomas Becket, dit saint Thomas de Canterbury, (1117-1170), archevêque de Cantorbéry, réfugié à Sens et à l'abbaye de Pontigny entre 1164 et 1170.
- Eudes IV de Bourgogne, né en 1295, décédé le 3 avril 1349 à Sens, Duc de Bourgogne.
- Jehan Chacerat. Bourgeois de Sens. Les chroniqueurs du temps de Charles VI considèrent qu'il est le plus riche marchand du royaume vivant entre la ville de Paris (capitale du royaume et ville majeure d'occident) et Avignon (résidence du pape). Au mariage de sa fille, rois, ducs et comtes se pressent.
- Guillaume VI de Chaumont, seigneur de Quitry et de Rigny-le-Ferron. Capitaine et bailli de Sens. Neveu de l'archevêque de Sens, il est une grande figure de la cause Armagnac. En 1420, il est contraint d'abandonner la ville après plusieurs jours de siège. Il va s'enfermer à Melun, puis court défendre Orléans, accueillant Jeanne d'Arc.
- Charles de Melun, capitaine et bailli de Sens. Favori du roi Louis XI. Il est décapité pour trahison.
- Jacques Poupon, abbé.
- Samo. Marchand natif des environs de Sens, il devient roi des Esclavons vers 630.
- Odoranne de Sens (vers 985-vers 1046), moine du monastère de Saint-Pierre-le-Vif à Sens, chroniqueur, musicologue.
- Garnier des Prés. Premier individu connu pour avoir porté le titre de "citoyen de Sens" après la restauration de la charte communale. Son domaine de Noslons est érigé en fief. Bailli de Philippe-Auguste probablement pour la forêt d'Othe. Il obtient le percement d'une poterne près de son logis permettant la communication entre le nouveau quartier commercial et le petit hôtel Dieu qu'il a fondé hors les murs. Il cache dans les murs de cet hôtel-Dieu un trésor monétaire pour financer sa reconstruction complète en cas de besoin ; ce qui adviendra durant la guerre de Cent Ans. Son fils sera armé chevalier par Philippe Auguste en personne.
- Samson de Sens, (1150-1230), célèbre tossafiste et élève de Rabbenou Tam.
- Jehan Tribolé, licencié en lois vivant sous les rois Jean le Bon et Charles VI. Lieutenant puis lieutenant général du bailliage de Sens. Il a été établi en cette charge de lieutenant général quand son bailli a été nommé gouverneur d'Asti. Il semble être le premier titulaire de cette charge en France. Auteur d'un manuscrit déposé à Berne (Suisse) traitant des usages juridiques de son bailliage ("le style du bailliage de Sens").
- Thomas Tribolé, notaire et secrétaire de Louis XI. Seigneur de Granchettes. Il siège dans des tribunaux politiques prononçant des condamnations à mort de grands personnages de l'État.

## Époque moderne
- Jean d'Ailleboust, médecin calviniste, de la faculté de médecine de Paris, originaire d'Autun. Il exerça à Auxerre, puis à Sens, auteur de plusieurs traités de médecine il fut le Premier médecin de Henri III. Il est le fils de Pierre d'Ailleboust, médecin de François Ier
- Pierre Michon Bourdelot  (1610-1684), né à Sens, premier médecin de la reine Christine de Suède[1].
- Colombe Chastry. Femme d'un jardinier du faubourg Saint-Pregts, elle n'a jamais pu expulser de la matrice un enfant qui a fini par se pétrifier dans son corps. Elle décède dans d'atroces souffrances. Son mari fait autopsier son cadavre par le docteur de Provenchères, en présence de Jean Cousin et de l'apothicaire Etienne Bouvier. L'enfant pétrifié devient la propriété du chirurgien Thomas Montsaint, puis de la veuve de celui-ci, d'un lapidaire parisien, et enfin du roi de Suède.
- Savinien Cirano. Marchand à Sens, il part s'établir paroisse Saint-Eustache à Paris. Son petit-fils n'est autre que le célèbre Savinien Cyrano de Bergerac.
- Jacques Clément (1567-1589), moine dominicain du couvent des Jacobins de Sens, assassin du roi Henri III le 1er août 1589. Natif de Serbonnes, en aval de Sens.
- Gontier Col. Notaire et secrétaire de Charles VI. Avec son frère Pierre, il est un des premiers humanistes français, prenant soin de faire copier des manuscrits antiques. Il est massacré par les Cabochiens à Paris.
- Jean-Basile-Pascal Fenel de Dargny (1694-1753), chanoine de la cathédrale de Sens, érudit, membre associé de l'Académie des inscriptions et belles-lettres.
- Thomas Montsaint. Chirurgien à Sens dans le bas de la Grande Rue. Il relate "une pluie de sang" survenue en ville qui n'est en réalité que du sable transporté en altitude depuis l'Afrique du Nord et tombé au sol durant un orage. Son ouvrage sur la botanique sénonaise serait le premier du genre connu au monde concernant un territoire limité. Il a en outre possédé le cadavre pétrifié de l'enfant de Colombe Chastry.
- Gilles Richebois. Originaire de Sens, imprimeur à Lyon, il vient s'établir à Sens. Renommé pour la qualité des œuvres sorties de ses presses, il est massacré lors du massacre visant les protestants en 1562, avec son épouse.
- Gratien-Théodore Tarbé, imprimeur, libraire et écrivain français, né le 25 juin 1770 à Sens et mort le 14 février 1848 . Érudit local, il est issu d'une famille de notables sénonais d'origine basque. De nombreux membres de sa fratrie furent célèbres : son frère, Louis Hardouin Tarbé, fut Ministre de Louis XVI sous la Révolution française; un autre frère, Charles Tarbé, fut Député à L'Assemblée nationale législative et au Conseil des Cinq-Cents.

### Artistes
- Jean-Georges Berdot dit de Montbéliard. Peintre originaire de la principauté de Montbéliard, établi par mariage à Sens sous Louis XIII et Louis XIV. Il a réalisé notamment l'autel de l'église de Courceaux.
- Jean Cousin l'Ancien (1490 - 1560), peintre, artisan-verrier, dessinateur, graveur, géomètre, auteur de Eva Prima Pandora et de certains vitraux de la cathédrale de Sens. Peintre à Sens, marié à une fille de la cité. Né d'une famille pauvre à Soucy, il commence sa carrière à Sens puis s'établit à Paris, et va connaître très tôt un grand succès qui lui permettra de se marier dans des milieux très aisés et influents[2]. Il est considéré comme le plus grand peintre français de son époque. Son traité de perspective a été réédité jusqu'à la fin du XXe siècle. Il a très longtemps été confondu avec son fils homonyme Jean Cousin le Jeune, peintre parisien comme lui. Son rattachement à Soucy n'est pas prouvé et concerne son gendre l'apothicaire Etienne Bouvier.
- Jean Cousin le Jeune (v. 1536 - 1595), fils du précédent, peintre qui a notamment réalisé des vitraux pour la cathédrale et pour le château de Fleurigny.

## Archevêques
- Saint Aldric de Sens. Archevêque de Sens de 828 à 836-840.
- Anségise de Sens. Archevêque de Sens de 871 à 883. Obtient du Pape le titre de vicaire apostolique et Primat des Gaules et de Germanie en 876.
- Saint Anthème d'Auxerre. Évêque de Sens de 581 à 585.
- Archambaud de Troyes. Archevêque de Sens de 958 à 967.
- Guillaume aux Blanches Mains. Archevêque de Sens de 1169 à 1176. Devient Archevêque de Reims et Cardinal dit de Champagne.
- Louis de Bourbon-Vendôme. Cardinal-Archevêque de Sens de 1536 à 1557.
- Jacques Davy du Perron (1556-1618), Cardinal-Archevêque de Sens de 1618 à 1623, ayant obtenu d'Henri IV sa conversion au catholicisme.
- Antoine Duprat (1463-1535), Cardinal-Archevêque de Sens de 1525 à 1535, chancelier de France.
- Saint Ebbon de Sens. Archevêque de Sens vers 711.
- Saint Emmon de Sens. Évêque de Sens de 660 à 668.
- Maurice Feltin (1883-1975), Cardinal-Archevêque de Paris, précédemment Archevêque de Sens (1932-1935).
- Saint Gondelbert. Évêque de Sens vers 675.
- Saint Héracle de Sens, Évêque de Sens de 487 à 515. Ami de Saint Rémi, il assista au baptême de Clovis Ier.
- Mellon de Jolly (1795-1872), Archevêque de Sens.
- Jean-Joseph Languet de Gergy (1677-1753), Archevêque de Sens, membre de l'Académie française, décédé à Sens.
- Saint Léon de Sens, Évêque de Sens de 533 à 538 ou 541.
- Léothéric. Archevêque de Sens de 999 à 1032.
- Étienne-Charles de Loménie de Brienne (1727-1794), Cardinal-Archevêque de Sens puis Évêque constitutionnel du département de l'Yonne, Ministre des Finances (contrôleur général) de Louis XVI, membre de l'Académie française, décédé à Sens.
- Louis de Lorraine, Cardinal de Guise, Archevêque de Sens de 1560 à 1562. C'est sous son épiscopat qu'a lieu le second massacre des Guerres de Religion en 1562 à Sens où des centaines de Protestants sont tués, jetés dans l'Yonne.
- Saint Loup Ier de Sens. Évêque de Sens vers 614.
- Paul d'Albert de Luynes (1703-1788), Cardinal-Archevêque de Sens, membre de l'Académie française et de l'Académie des sciences.
- Pierre Roger de Maumont. Archevêque de Sens de 1329 à 1330. Pape ensuite sous le nom de Clément VI.
- Guillaume II de Melun. Archevêque de Sens. Il est le principal ministre du roi Jean II le Bon. Il joue de ce fait un rôle capital quand le souverain est fait prisonnier à Poitiers en 1356 et emmené en captivité à Londres, car il assure la liaison avec le fils Charles (V) auto proclamé régent du royaume.
- Jean de Montagu (archevêque). Archevêque de Sens de 1406 à 1415, chancelier de France en 1405. Tué à la Bataille d'Azincourt en 1415 contre les Anglais durant la Guerre de Cent Ans.
- Saint Potentien (IIIe siècle). Évangélisateur et second évêque de Sens.
- Tristan de Salazar. Archevêque de Sens de 1474 à 1518. Fils d'un capitaine d'une compagnie d'Écorcheurs récompensé par Louis XI pour l'avoir sauvé à la Bataille de Monthléry. Fait construire le Transept de la Cathédrale Saint-Étienne et commande la Rosace du Jugement dernier.
- Henri Ier Sanglier. Archevêque de Sens de 1122 à 1142. Fit construire la Cathédrale Saint-Étienne de Sens.
- Saint Savinien (IIIe siècle). Évangélisateur et premier évêque de Sens. La Basilique Saint-Savinien de Sens abrite ses reliques. Une autre église lui est consacré dans la ville.
- Wenilon. Archevêque de Sens de 837 à 865.
- Saint Wulfran de Fontenelle. Évêque de Sens vers 690-696. Évangélisateur de la Frise.

## Rois de France et famille royale
- Charlemagne. Roi des Francs et Empereur romain d'Occident de 800 à 814. A fait don au Trésor de la Cathédrale d'un fragment de la Croix du Christ.
- Charles II le Chauve. Roi de Francie occidentale de 843 à 877 et Empereur romain d'Occident de 875 à 877. A fait obtenir à l'Archevêque de Sens Léothéric la dignité de Primat des Gaules et de Germanie de la part du Pape.
- Charles X. Dernier Roi de France de la Dynastie des Bourbons de 1824 à 1830. A fait don de son manteau de sacre (1825) au Trésor de la Cathédrale de Sens.
- Louis de France (1729-1765), Dauphin de France, fils de Louis XV et père des 3 derniers Rois de France : Louis XVI, Louis XVIII et Charles X. Enterré à la Cathédrale de Sens avec son épouse Marie-Josèphe de Saxe (1731-1767).
- Louis IX de France dit saint Louis (1214-1270), roi de France, marié le 27 mai 1234, en la cathédrale de Sens, à Marguerite de Provence.
- Philippe II Auguste. Roi de France de 1180 à 1223. A établi la Commune de Sens par la Charte de franchise de 1181. Il a également protégé les Juifs de la ville et financé le portail Saint-Jean-Baptiste de la Cathédrale.
- Marguerite de Provence (1221-1295), mariée le 27 mai 1234 à Louis IX de France puis couronnée et sacrée reine de France en la cathédrale de Sens.
- Raoul de Bourgogne. Duc de Bourgogne de 921 à 923 puis Roi des Francs de 923 à 936. Enterré à l'Abbaye Sainte-Colombe de Saint-Denis-lès-Sens.
- Robert Ier de France. Roi des Francs de 922 à 923, frère d'Eudes Ier, 2e roi de la dynastie des Robertiens (ancêtre des Capétiens), grand-père d'Hugues Capet. Enterré à l'Abbaye Sainte-Colombe de Saint-Denis-lès-Sens.

## Époque contemporaine

### Scientifiques, érudits, ingénieurs
- Henri Carré (1917-2011). Archéologue. membre de la Société Archéologique de Sens. Il met en évidence le néolithique en France grâce aux fouilles qu'il dirige à Passy, en amont de Sens.
- Gustave Ducoudray (1838-1906), historien et pédagogue français, né à Sens.
- Étienne Mimard (1862-1944), armurier, cofondateur de la Manufacture Française d'Armes et Cycles de Saint-Étienne, devenue Manufrance, né à Sens.
- Pierre Parruzot. Originaire de Saint-Bris-le-Vineux. Archéologue. Conservateur du Musée de Sens, président de la Société Archéologique de Sens. Il est le pionnier de l'archéologie aérienne en France (inventée en Syrie) peu après la dernière guerre.
- Maurice Prou (1861-1930), historien né à Sens, membre de l'Académie des inscriptions et belles-lettres, directeur de l'École nationale des chartes, président de la Société archéologique de Sens.
- Gaston Ramon (1886-1963), vétérinaire et biologiste, membre de l'Académie de médecine et de l'Académie des sciences, directeur de l'Institut Pasteur, élève à Sens où ses parents étaient boulangers.
- Jean-Baptiste Salgues (1760-1830), né à Sens, proviseur et professeur d'éloquence au collège de Sens, auteur de Des erreurs et des préjugés répandus dans la société (1re édition 1810-1813), il a été rédacteur au Mercure.
- Louis Jacques Thénard (1777-1857), baron, chimiste, député de l'Yonne, pair de France, chancelier de l'Université de France, membre de l'Académie des sciences, fut élève du collège de Sens ; la ville de Sens lui éleva en 1861, sur la place Drappès, une statue ensuite déposée en 1942 pour être fondue tandis que le socle a depuis été déplacé au bas du cours Tarbé. Un collège privé a porté son nom.

### Hommes politiques, militaires et chef d'entreprise
- Edme-Louis Bonnerot (10 septembre 1767, Sens - 29 mai 1807, Sens), homme politique, député de l'Yonne à l'Assemblée législative.
- Aristide Bruant (1883-1917), fils du chansonnier Aristide Bruant, capitaine, tué à la bataille du Chemin des Dames. Son nom est inscrit sur le monument aux morts de Sens et au Panthéon parmi les 560 écrivains morts pour la France.
- Édouard Charton (1807-1890), journaliste et homme politique, né à Sens.
- Lucien Cornet (1865-1922), maire de Sens (1885-1922), député puis sénateur de l'Yonne.
- Jean Dettweiller (1875-1965), membre de la bande à Bonnot, mort à Sens
- Jacques Charles Dubois dit Dubois-Thainville (1762-1847), général des armées de la République et de l'Empire (nom gravé sous l'Arc de Triomphe).
- Jacques Charles René Achille Duchesne , général, né à Sens le 3 mars 1837,et mort le 27 avril 1918 dans le département de la Seine
- Louis Antoine Fauvelet de Bourrienne (1769-1834), diplomate et homme politique, né à Sens ; l'actuel boulevard du Quatorze-Juillet, à Sens, s'appelait auparavant cours Bourrienne.
- Victor-Scipion-Charles-Auguste de La Garde de Chambonas (1750-1830), maréchal de camp et ministre des Affaires étrangères, maire de Sens au début de la Révolution.
- Jules Guichard (1827-1896), sénateur de l'Yonne et président de la compagnie du canal de Suez
- Gaston Perrot (1898-1980), maire de Sens, député et chef d'entreprise aux grands moulins de Saint-Louis à Sens.
- Jean Ignace Pierre (1740-1796), général des armées de la République y est décédé.
- Louis-Étienne Saint-Denis (1788-1856), le Mamelouk Ali, au service de Napoléon Ier.
- Louis Hardouin Tarbé (1753-1806), homme politique pendant les dernières années du règne de Louis XVI, est né à Sens.
- Adolphe Vuitry (1813-1885), avocat, économiste et homme politique, sous-secrétaire d'État aux Finances, ministre présidant le conseil d'État.

### Artistes
- René Binet (1866-1911), architecte et peintre.
- Germain Boffrand (1667-1754), architecte et ingénieur ayant reconstruit les deux ponts de Sens en 1739-1742.
- Alexandre Boucheron (?-1887), sculpteur né à Sens.
- Ernest Marc Jules Charton Thiessen de Treville, peintre voyageur, né à Sens en 1816. Frère cadet d'Edouard Charton.
- Arnaud Claass, photographe, vit à Sens.
- Michel Crémadès, comédien, vit à Sens.
- Sylvain Couzinet-Jacques, artiste né à Sens.
- Saturnin Fabre, comédien, né à Sens.
- Eugène Froment (1844-1926), graveur et illustrateur, né dans cette ville.
- Géraldine Giraud, comédienne, née à Sens.
- Yves Guillot, photographe, vit à Sens.
- Pati Hill, artiste, pionnière du Copy-Art, où elle a ouvert une galerie de 1994 à 2000, décédée à Sens en 2014.
- Langlois de Sézanne (Claude Louis Langlois) (1757-1845?), peintre de portraits et pastelliste français, professeur de dessin au collège de Sens de 1795 à 1838.
- Savinien Lapointe (1811-1893), poète, chansonnier, goguettier, né à Sens.
- Lucien Lefort (1850-1916), architecte, né à Sens.
- Edme-Jean Pigal (1798-1872), peintre de genre, dessinateur, graveur et lithographe, décédé à Sens.
- François-Étienne Villeret, peintre et aquarelliste français (° 1799 Paris † 2 septembre 1852 Sens).

### Écrivains
- Robert Brasillach (1909-1945), écrivain et journaliste, fusillé à la Libération pour faits de collaboration, élève au lycée de Sens.
- Aristide Bruant (1851-1925), chansonnier et écrivain, élève au lycée de Sens.
- Jules Case (1854-1931), romancier, journaliste et critique littéraire, né à Sens.
- René Cousin (1921-2012) né à Sens, écrivain.
- Lucien Jullemier, avocat et écrivain (1847-1928)
- Stéphane Mallarmé (1842-1898), qui passa une partie de son enfance à Sens, où son père Numa était conservateur des hypothèques. Il fit ses études au lycée (devenu un collège depuis), qui porte son nom aujourd'hui, de 1856 à 1860, et fit sa première communion dans cette ville en 1858. Il y exerça son premier métier, surnuméraire chez un receveur de l'Enregistrement, à partir de la fin de l'année 1860.
- Sébastien Monod (1972-) né à Sens, écrivain.

### Ecclésiastiques
- Louis-Savinien Dupuis (1806-1874) M.E.P., né à Sens, missionnaire à Pondichéry aux Indes françaises, éditeur du premier dictionnaire latin-français-tamoul, déclaré serviteur de Dieu en 2016.

### Sportifs
- Thierry Ambrose est un footballeur français né à Sens qui évolue actuellement au poste d'attaquant au KV Ostende.
- Grégory Berthier est un footballeur français qui évolue actuellement au poste de milieu offensif à l'US Orléans.
- Clément Chantôme est un footballeur français évoluant actuellement au poste de milieu de terrain au C' Chartres Football.
- Élisabeth Chevanne-Brunel (1975-), coureuse cycliste, née à Sens.
- Nicolas Fourmaux est un judoka français né à Sens, double vice champion du monde 2018 et 2019 dans la discipline "Katas - Katame No Kata"[3].
- Florian Fritz, né à Sens, joueur de rugby évoluant au Stade Toulousain et dans le XV de France, a effectué sa formation au club de rugby de l'Entente rugby Ordon Sens.
- Arnaud Garnier, freestyler de football, il est le premier champion du monde de freestyle.
- Chris Malonga, un footballeur franco-congolais. Milieu de terrain gauche ou axial actuellement au Racing Besançon.
- Charles Poulenard (1885-1958), athlète faisant partie du relais 4x400 m, 2ème des Jeux olympiques de 1912, né à Sens.
- Bacary Sagna, joueur de football et International français, est né à Sens.